# Szpoła
Szpoła (ukr. Шпола) – miasto na Ukrainie, w rejonie zwinogródzkim, przed 2020 stolica rejonu w obwodzie czerkaskim.

## Historia
Podczas okupacji hitlerowskiej, w październiku 1941 roku Niemcy utworzyli getto dla żydowskich mieszkańców. Przebywało w nim około 1700 osób. 15 maja 1942 roku Niemcy zlikwidowali getto, a Żydów zamordowali. Sprawcą zbrodni był ukraiński 117 Schutzmannschafts-Bataillon. 

## Zabytki
- w 1764 roku Franciszek Ksawery Lubomirski założył tu kaplice katolicką.
- pałac, dwukondygnacyjna rezydencja właściciela wybudowana w XIX wieku z oficyną, parkiem krajobrazowym i ogrodem. Była własnością Lubomirskich, sprzedana ks. Patiomkinowi[3]